# William Whiteley (Politiker)

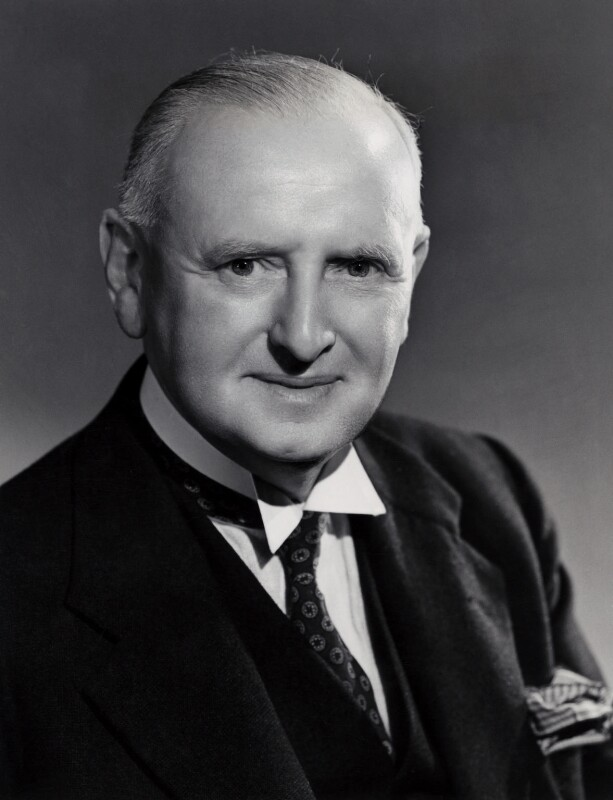
William Whiteley, 1946

William Whiteley, CH, PC (* 3. Oktober 1882; † 3. November 1955) war ein britischer Politiker der Labour Party, der unter anderem zwischen 1922 und 1931 sowie erneut von 1935 bis 1955 Mitglied des Unterhauses (House of Commons) war.

## Leben
Whiteley wurde als Kandidat der Labour Party bei der Wahl vom 15. November 1922 erstmals zum Mitglied des Unterhauses (House of Commons) gewählt und vertrat in diesem bis zum 27. Oktober 1931 den Wahlkreis Blaydon. Während seiner Parlamentszugehörigkeit war er 1927 für einige Zeit Parlamentarischer Geschäftsführer (Whip) der oppositionellen Fraktion der Labour Party im Unterhaus. Während der zweiten Regierung von Liste der britischen Premierminister Ramsay MacDonald fungierte er zwischen 1929 und 1931 als Lord Commissioner of the Treasury.
Bei der Wahl vom 14. November 1935 wurde Whiteley für die Labour Party im Wahlkreis Blaydon abermals zum Mitglied des House of Commons gewählt, dem er nunmehr bis zu seinem Tode am 3. November 1955 fast weitere zwanzig Jahre angehörige. In der Kriegsregierung von Premierminister Winston Churchill fungierte er zunächst vom 17. Mai 1940 bis zum 12. März 1942 als einer der Kontrolleure des Königlichen Haushalts (Comptroller of the Royal Household). Danach löste er seinen Parteifreund Charles Edwards als Erster Parlamentarischer Geschäftsführer (Chief Whip) der Fraktion der Labour Party im Unterhaus sowie zugleich als Parlamentarischer Staatssekretär im Schatzamt (Parliamentary Secretary to the Treasury) ab. Am 13. Januar 1943 wurde er zudem Mitglied des Geheimen Kronrates (Privy Council). Das Amt des Parlamentarischen Staatssekretärs im Schatzamt bekleidete er in der Kriegsregierung Churchill bis zum 23. Mai 1945 und hatte dieses danach vom 27. Juli 1945 bis zum 27. Oktober 1951 auch im Kabinett von Premierminister Clement Attlee inne. Das Amt des Chief Whip der Labour Party übte er hingegen bis zu seinem Tode am 4. November 1955 aus, woraufhin Herbert Bowden sein Nachfolger wurde. Am 10. Juni 1948 wurde er Träger des Order of the Companions of Honour (CH).